# Luís Garcia
Luís Garcia (Rosário do Catete, 14 de outubro de 1910 — Aracaju, 11 de agosto de 2001) foi um advogado, promotor de justiça, jornalista, professor e político brasileiro eleito governador de Sergipe em 1958.

## Dados biográficos
Filho de Antonio Garcia Sobrinho e de Antonia Garcia. Formado em Direito em 1932 na Universidade Federal da Bahia foi advogado e promotor de justiça antes de eleger-se deputado estadual por Sergipe em outubro de 1934 tomando posse em maio do ano seguinte exercendo o mandato durante a elaboração da Constituição estadual e mantendo-o até o fechamento do legislativo pelo Estado Novo em 10 de novembro de 1937. Com o fim do regime ditatorial filiou-se à UDN e foi eleito suplente de deputado federal em 1945 e mesmo não sendo convocado a exercer o mandato foi eleito em 1950 e 1954.
Eleito governador de Sergipe em 1958 reivindicou investimentos no setor elétrico do estado após a inauguração do Complexo Hidrelétrico de Paulo Afonso. Apoiou a solução parlamentarista instaurada pela emenda constitucional de Nelson Carneiro que permitiu a posse de João Goulart após a renúncia de Jânio Quadros em 1961. Candidato a senador em 1962 foi vencido por Francisco Leite e Júlio César Leite, candidatos do PSD e em razão disso foi nomeado auxiliar de Carlos Lacerda no governo da Guanabara. Nomeado posteriormente para o Conselho Administrativo de Defesa Econômica (CADE) ingressou na ARENA após o Regime Militar de 1964 elegendo-se deputado federal em 1966 e 1970.
Como governador criou o Banco do Estado de Sergipe - Banese, construiu o Hotel Pálace de Aracaju. Ergueu, também, a Estação Rodoviária, criou o IPES, o Centro de Reabilitação Ninota Garcia, a Faculdade de Medicina de Sergipe, o Museu Histórico, em São Cristóvão, e realizou obras e serviços essenciais ao Estado.
Professor da Universidade Federal de Sergipe e membro da Academia Sergipana de Letras desde 1942, trabalhou no Correio de Aracaju do qual foi diretor. Pai do político Gilton Garcia que foi deputado federal por Sergipe e governador do Amapá.